# 赤松正澄
赤松 正澄（あかまつ まさずみ）は、安土桃山時代の武将。播磨国丸山城主。

## 略歴
赤松正満の長男として誕生。
元亀3年（1572年）、丸山城主として存命しているという記述が残っているが、天正5年（1577年）、上月城に攻め寄せた織田軍との戦いで、叔父・政範、政直らと共に討死している。